# Енциклопедия на древната история
Енциклопедия на древната история (или Ancient History Encyclopedia) е образователна компания с нестопанска цел, създадена през 2009 г. от Ян ван дер Крабен. Уебсайтът публикува и поддържа статии, изображения, видеоклипове, подкасти и интерактивни образователни инструменти, свързани с древната история. Всички потребители могат да предоставят съдържание в сайта, въпреки че публикациите се преглеждат от редакционен екип преди публикуването. Седалището на компанията е в Хоршъм, Англия, но въпреки това, не разполагат с офис и екипът от редактори е в различни държави.